# Bua Province
Bua Province är en provins i Fiji.   Den ligger i divisionen Norra divisionen, i den nordöstra delen av landet, 150 km norr om huvudstaden Suva. Antalet invånare är 14 176. Bua Province ligger på ön Vanua Levu.